# Arjan Sheta
Arian (Arjan) Enuer Sheta (ur. 13 lutego 1981 w Tiranie) – albański piłkarz, były członek albańskich reprezentacji U-18 i U-21, w 2002 roku reprezentant Albanii.